# Kichik Emili
Kichik Emili är en ort i Azerbajdzjan.   Den ligger i distriktet Qəbələ, i den centrala delen av landet, 180 km väster om huvudstaden Baku. Kichik Emili ligger 372 meter över havet och antalet invånare är 577.
Terrängen runt Kichik Emili är platt västerut, men österut är den kuperad. Närmaste större samhälle är Qutqashen, 15,9 km norr om Kichik Emili.
Trakten runt Kichik Emili består till största delen av jordbruksmark. Runt Kichik Emili är det ganska glesbefolkat, med 34 invånare per kvadratkilometer.